# Schießplatz Glanegg

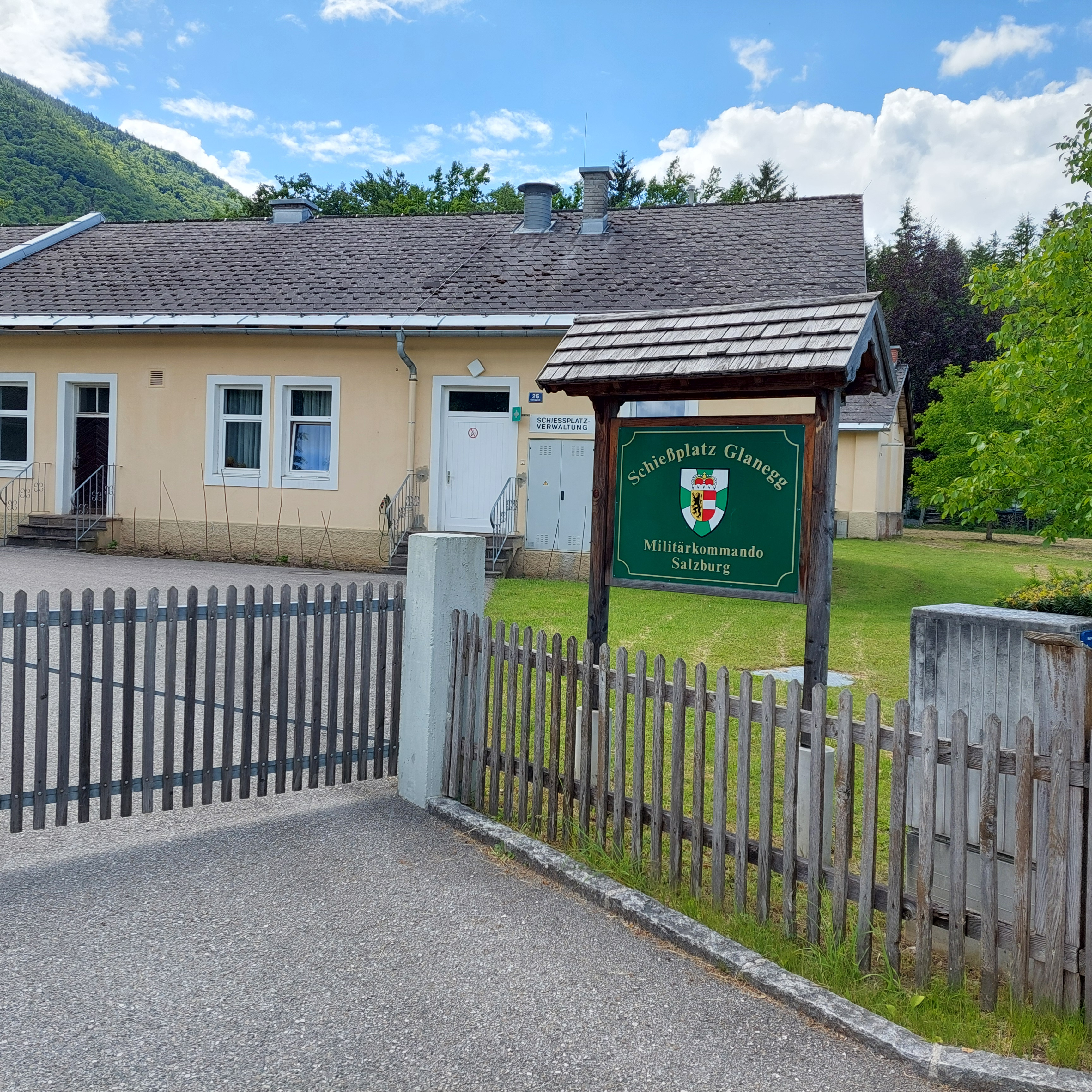
Schießplatz Glanegg – Eingangsbereich

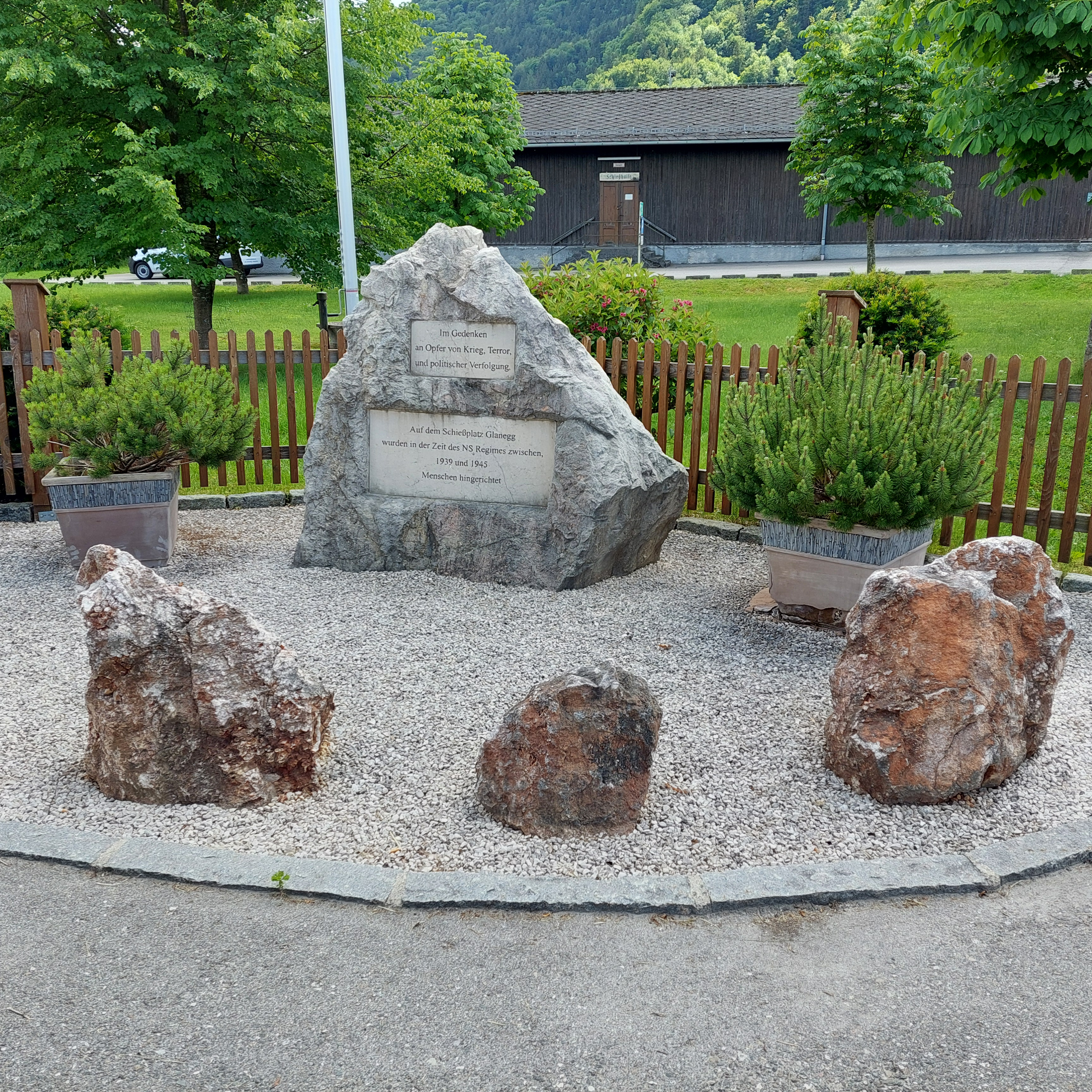
Gedenkstein am Schießplatz Glanegg

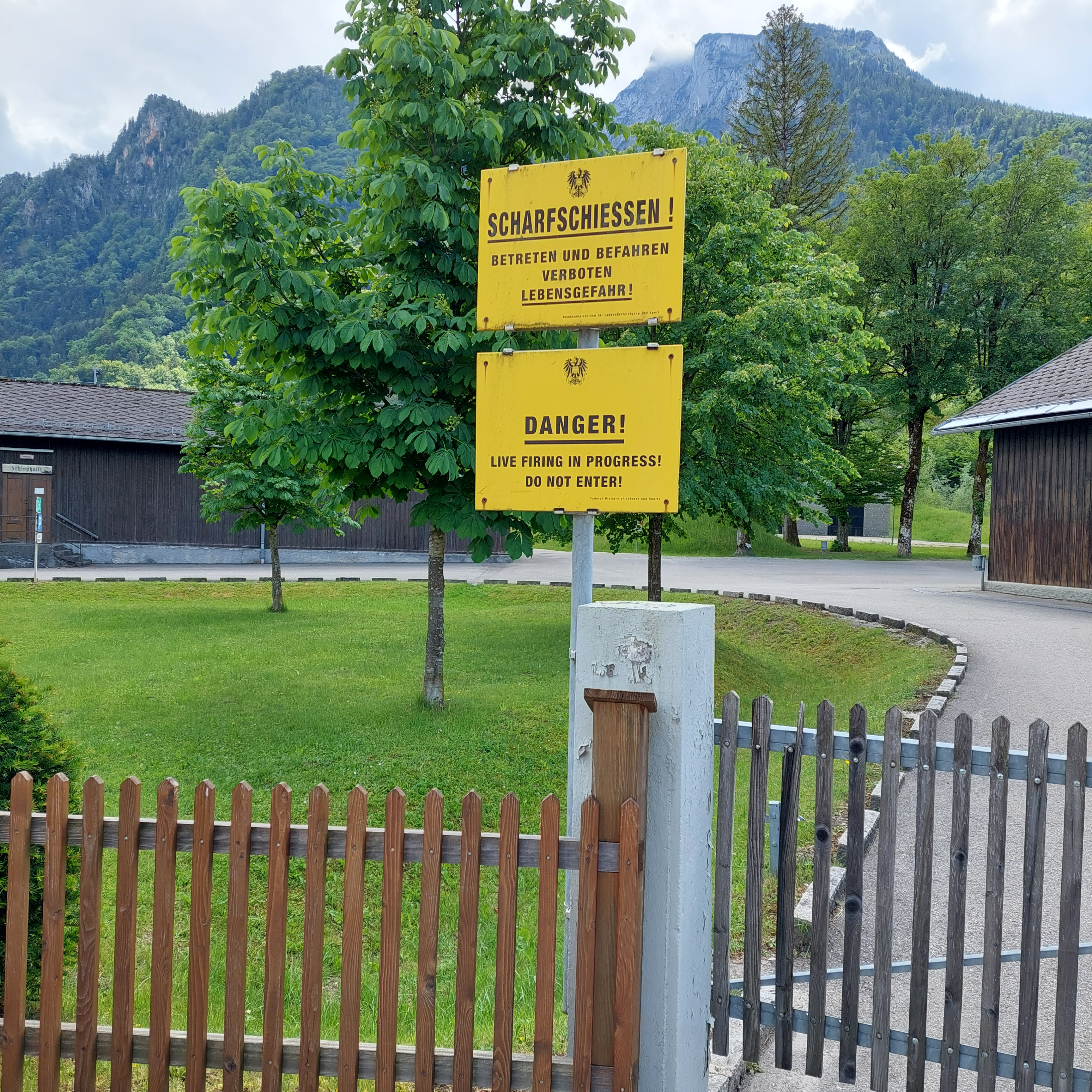
Schießplatz Glanegg

Der Schießplatz Glanegg befindet sich südöstlich der Ortschaft Glanegg, einem Ortsteil der Marktgemeinde Grödig im Bezirk Salzburg-Umgebung und erstreckt sich in Richtung Süden bis an den Fuß des Untersbergs (Glaneggerstraße 25). Der Schießplatz hat eine Fläche von ca. 58.000 m². Er wird vorwiegend vom Österreichischen Bundesheer genutzt, steht aber auch anderen Organisationen (z. B. der Polizei) oder dem Einsatzkommando Cobra zur Verfügung.
Der Schießplatz wurde 1907 bereits während der k.u.k. Monarchie vom Militär eingerichtet. Geschossen wird heute auf Kurz- (z. B. mit Pistole 80) und Langdistanz (z. B. Sturmgewehr 77).
Während des Nationalsozialismus fanden 1939 und 1944 hier Hinrichtungen statt. Bei den Opfern handelte es sich um Johann Pichler und Josef Wegscheider, zwei Mitglieder der Zeugen Jehovas, die 1939 wegen Wehrdienstverweigerung zum Tode verurteilt wurden. Weitere vier Soldaten wurden vom Militärgericht der 188. Gebirgs-Division bzw. vom SS-Polizeigericht im April, Juli und Dezember 1944 erschossen. In diesem Jahr wurde auch ein Soldat zum Tod durch den Strang verurteilt und gehängt. Von den Goldegger Deserteuren wurde hier am 8. März 1945 auch Georg Kößner erschossen. Am selben Tag wurden hier auch die Deserteure Ernst Pickl und Wilhelm Groiss hingerichtet. Am 30. September 2011 wurde im Rahmen der Angelobung von 170 Rekruten des Österreichischen Bundesheeres ein Mahnmal für die NS-Opfer am Schießplatz Glanegg enthüllt. Auf dem Gedenkstein aus Untersberger Marmor befindet sich die Aufschrift. „Im Gedenken an Opfer von Krieg, Terror, (!) und politischer Verfolgung. Auf dem Schießplatz Glanegg wurden in der Zeit des NS-Regimes zwischen 1939 und 1944 Menschen hingerichtet.“
Der Schießplatz liegt im Wasserschutzgebiet Untersberg, aus dem die Stadt Salzburg den Großteil ihres Trinkwassers bezieht. Durch den mehr als 100-jährigen Betriebs des Schießplatzes hatte sich eine erhebliche Kontamination des Bodens und des Untergrundes durch Blei und Antimon angesammelt. Zwischen 2015 und 2017 fand aus Umweltschutzgründen eine Generalsanierung des Schießplatzes statt. Gefunden und beseitigt wurden aber auch vergrabene Stahlhelme, Reifen oder Küchengeschirr. Die Kontaminationen umfassten ein Volumen von rund 20.000 m³, diese wurden mittels Aushubs beseitigt.
Die als Kugelfangeinrichtungen dienenden Erdwälle und die bestehenden Sickerwassersysteme wurden durch den Stand der Technik entsprechende Kugelfangeinrichtungen ersetzt. Dabei wurden 98.000 Tonnen Erdreich bewegt. Durch eine spezielle Schussschalldämpfung wird die Lärmbelastung reduziert. 2019 wurde ein Fels, der den Pistolenschießplatz bedrohte, von Pionieren des Bundesheeres gesprengt und abgetragen.